# Supercopa Libertadores 1988
Supercopa Libertadores 1988 var den första säsongen av den sydamerikanska fotbollsturneringen Supercopa Libetadores. För 1988 års säsong deltog 13 lag, alla tidigare vinnare av Copa Libertadores (det var så lagen kvalificerades). Lagen spelade utslagsmöten tills en vinnare korades, som till slut blev Racing Club från Argentina. Racing Club kvalificerade sig därmed för Recopa Sudamericana. 12 av de 13 lagen gick in i den första omgången, medan Nacional fick fripass till den andra omgången. Fem av de sex vinnande lagen i den första omgången fortsatte till den andra omgången, de sjätte laget (Racing Club) fick emellertid fripass direkt till semifinalomgången. De tre vinnarna i den andra omgången gick i sin tur vidare till semifinalomgången.

## Första omgången
Nacional fick fripass till nästa omgång.
| Lag 1         | Totalt | Lag 2              | Möte 1 | Möte 2 |
| Independiente | 1–3    | Cruzeiro           | 1–2    | 0–1    |
| Peñarol       | 1–2    | Argentinos Juniors | 1–0    | 0–2    |
| Estudiantes   | 1–4    | Flamengo           | 1–1    | 0–3    |
| Olimpia       | 2–4    | River Plate        | 2–0    | 0–4    |
| Boca Juniors  | 1–2    | Grêmio             | 1–0    | 0–2    |
| Racing Club   | 2–0    | Santos             | 2–0    | 0–0    |

## Andra omgången
Racing Club fick fripass till nästa omgång.
| Lag 1    | Totalt | Lag 2              | Möte 1 | Möte 2 |
| Cruzeiro | 2–0    | Argentinos Juniors | 1–0    | 1–0    |
| Nacional | 5–0    | Flamengo           | 3–0    | 2–0    |
| Grêmio   | 2–4    | River Plate        | 1–1    | 1–3    |

## Semifinal
| Lag 1       | Totalt  | Lag 2       | Möte 1 | Möte 2 |
| Nacional    | 3–3 (b) | Cruzeiro    | 3–2    | 0–1    |
| Racing Club | 3–2     | River Plate | 2–1    | 1–1    |

## Final
| Lag 1       | Totalt | Lag 2    | Möte 1 | Möte 2 |
| Racing Club | 3–2    | Cruzeiro | 2–1    | 1–1    |